# Salem (distrito)
Salem é um distrito localizado no estado indiano de Tamil Nadu. No distrito de Salem, além da cidade de Salem, estão situadas outras cidades, dentre elas Mettur, Omalur e Attur. A cidade de Salem é a sede dos demais distritos. O distrito de Salem caracteriza-se por uma boa malha ferroviária e rodoviária.
O distrito de Salem é bastante conhecido por causa da sua grande quantidade de Mangueiras, pelo aço que é produzido e pela represa existente na cidade de Mettur, responsável pelas irrigações e fonte de água potável para o estado de Tamil Nadu.